# Revolutionerne i Østeuropa 1989
Revolutionerne i Østeuropa 1989 var en serie begivenheder hvor mange af de kommunistiske regimer som havde styret de fleste østeuropæiske lande siden sidste halvdel  af 1940'erne i anden halvdel af  1989 blev tvunget fra magten, efter en serie folkelige protester.
Protesterne begyndte tidligere på året i Polen og bredte sig til Ungarn, hvor man den 2. maj samme år begyndte rive det elektrificerede pigtrådshegn langs statgrænsen til Østrig og fortsatte siden til Østtyskland hvor man den 9. november samme år åbnede, og begyndte nedrivningen af Berlinmuren, nåede Tjekkoslovakiet, i slutningen af november med den såkaldte Fløjlsrevolutionen, udbredtes ind i  Bulgarien og sluttedes i Rumænien kort før jul. Efter en serie protester blev landets daværende præsident Nicolae Ceaușescu og hans hustru Elena henrettet  juledag. Revolutionerne blev en vigtig del af afslutningen af den kolde krig. 